# 霍華德 (紐約州)
霍華德（英語：Howard）是一個位於美國紐約州斯托本縣的鎮。

## 人口
根據2020年美國人口普查的數據，霍華德的面積為157.38平方千米，當中陸地面積為156.51平方千米，而水域面積為0.87平方千米。當地共有人口1380人，而人口密度為每平方千米9人。